# Île Flinders
Pour les articles homonymes, voir Flinders.
Située dans le détroit de Bass, l'île Flinders (en anglais : Flinders Island) est la principale île de l'archipel Furneaux, au nord-est de la Tasmanie.

## Origine du nom
En 1795, Matthew Flinders explora la côte autour de Sydney dans un petit bateau appelé "Tom Thumb" (Tom Pouce). En 1798, avec George Bass, il fit le tour de la Tasmanie prouvant ainsi qu'il s'agissait bien d'une île. Le passage entre le continent et la Tasmanie fut appelé détroit de Bass alors que la plus grande des îles de l'archipel Furneaux fut appelée île Flinders.

## Géographie

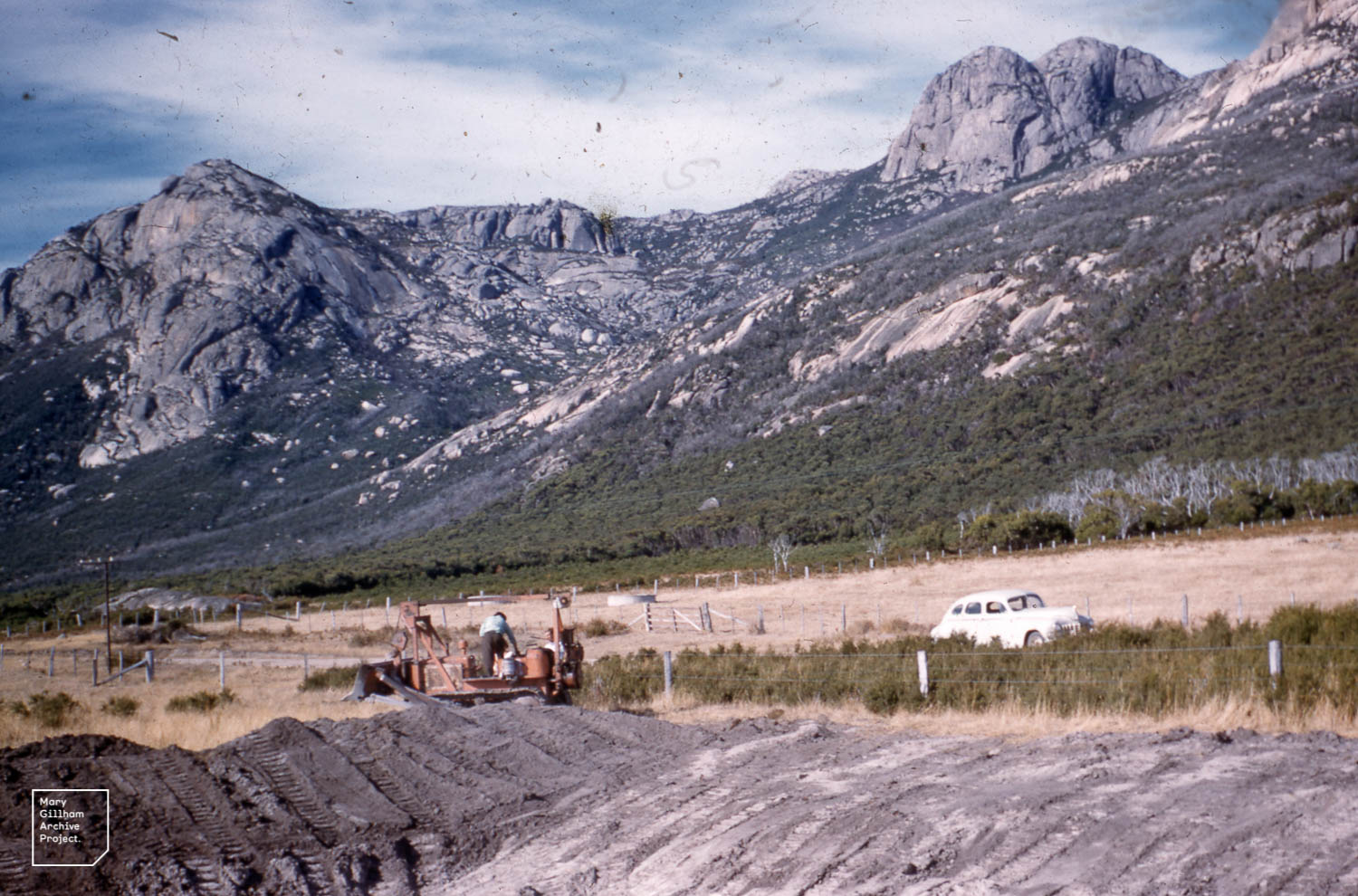
Vue des pics Strzelecki sur l'île Flinders.

L'île se situe à 141 km à l'est-sud-est du cap Wellington, sur la péninsule Wilson (État de Victoria). Au sud, l'île Flinders est séparée de l'île du Cap Barren par le Franklin Sound, un détroit orienté est-ouest et large de 7,7 km dans sa partie la plus étroite.
Elle mesure 63 km de long pour 37 km dans sa plus grande largeur et a une superficie de 1333 km². Elle a 800 habitants répartis sur trois communes: Whitemark, Lady Barron et Killiecrankie.

## Histoire
À partir de 1830, après la Guerre noire, les Aborigènes de Tasmanie survivants - environ 200 individus - furent déplacés de force à Flinders Island. En 1838, seulement 80 Aborigènes avaient survécu. Bien que le gouvernement colonial britannique de Tasmanie ait conçu cette déportation dans une optique d'« effort civilisateur » et bien que les Aborigènes aient été persuadés de la nécessité de quitter la Tasmanie où ils étaient traqués par les colons, l'île n'offrait que peu de ressources naturelles suffisantes pour le maintien du niveau de vie des Aborigènes. À cet égard, certains historiens conçoivent la déportation des Aborigènes de Tasmanie vers l'île Flinders comme une forme de 'condamnation à la mort lente' et Flinders Island comme une sorte de camp de concentration à ciel ouvert.

## Roman historique
Plusieurs récits du roman historique de Matthew Kneale, Les Passagers anglais (English Passengers, 2000) , Paris, Belfond, 2002, qui se déroule au milieu du XIXe siècle, se passent sur cette île. L'ouvrage a été couronné du prix Costa du meilleur roman et du meilleur livre de l'année 2000, et du prix Relay du roman d'évasion 2002.